# シーズ・ガット・ア・ウェイ
『シーズ・ガット・ア・ウェイ』(She's Got a Way)は、ビリー・ジョエルの楽曲。
ビリーのファーストアルバム『コールド・スプリング・ハーバー〜ピアノの詩人』(1971年)に収録されていた曲だったが、発表当時は、ヒットしなかった。
しかし、1982年に発表した、ライブアルバム『ソングズ・イン・ジ・アティック』（『ストレンジャー』以前の4枚のアルバムに収録された楽曲の音源だけを収録）より、シングルカットされ、全米23位を記録した。
1985年発表のビリー・ジョエル初のベストアルバム『ビリー・ザ・ベスト』にも収録されたほか、2000年に発表された、『ビリー・ザ・ヒッツ』にも収録された。どちらのベストアルバムにも,『ソングス・イン・ジ・アティック』のライヴ音源が収録された。同じくこのライヴアルバムからのシングルの『さよならハリウッド』(全米17位)は『ビリー・ザ・ベスト』が、1998年のリマスター版よりオリジナルの『ニューヨーク物語』のバージョンに差し替えられた後も引き続き同曲はライヴ音源の収録となっている。